# إعلان الاستقلال الفنزويلي

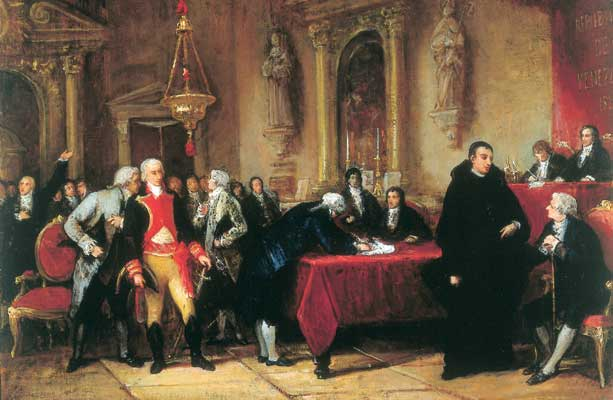
لوحة لمارتين توفار إي توفار عام 1876 تصور توقيع الإعلان.

إعلان الاستقلال الفنزويلي (بالإسبانية: Cinco de Julio) هو بيان اعتمده كونغرس المقاطعات الفنزويلية في 5 يوليو 1811، والذي اتخذ الفنزويليون من خلاله قرار الانفصال عن التاج الإسباني من أجل إقامة دولة جديدة على أساس مبدأ المساواة بين الأفراد وإلغاء الرقابة والتفاني لحرية التعبير. تم تكريس هذه المبادئ كمبدأ دستوري للأمة الجديدة وكانت تعارض بشكل جذري الممارسات السياسية والثقافية والاجتماعية التي كانت موجودة خلال ثلاثمائة عام من الاستعمار.
أعلنت سبع مقاطعات من المقاطعات العشر التابعة للنقيب العام لفنزويلا استقلالها وشرحت أسباب هذا الإجراء، من بينها، أنه من المحظور أن دولة أوروبية صغيرة تحكم مساحات كبيرة من العالم الجديد، وأن أمريكا الإسبانية استعادت حقها بالحكم الذاتي بعد تنازل كارلوس الرابع وفيرناندو السابع عن العرش في بايون، وأن عدم الاستقرار السياسي في إسبانيا فرض على الفنزويليين حكم أنفسهم، على الرغم من الأخوة التي تقاسموها مع الإسبان. كانت المقاطعات السبع هي مقاطعة كاراكاس ومقاطعة كومانا ومقاطعة باريناس ومقاطعة مارغريتا ومقاطعة برشلونة ومقاطعة ميريدا ومقاطعة تروخيو.
اختارت المقاطعات الثلاث المتبقية (مقاطعة ماراكايبو ومقاطعة كورو ومقاطعة غوايانا) التي لم تشارك في المؤتمر الفنزويلي البقاء تحت الحكم الإسباني.
تم الإعلان عن دولة جديدة تسمى الكونفدرالية الأمريكية لفنزويلا وكتب الوثيقة بشكل أساسي كريستوبال ميندوزا وخوان جيرمان روسكيو. صدق الكونجرس عليها في 7 يوليو 1811، وسجل في محاضر الكونغرس في 17 أغسطس 1811 في كاراكاس.
يتم الاحتفال بذكرى الإعلان كيوم الاستقلال. الكتاب الأصلي لمحاضر المؤتمر الأول لفنزويلا موجود في القصر التشريعي الفيدرالي في كاراكاس.
الوثيقة محفوظة في متحف بيت سيمون رودريغيز للرسائل الأولى. تمت إضافة توقيع الرئيس هوغو تشافيز إلى نسخة معروضة من الوثيقة في 31 مايو 2013، من قبل إدارة مادورو، تكريماً للرئيس السابق. أدى ذلك إلى غضب بين مختلف القطاعات المعارضة للإدارة المذكورة.